# Zahara de la Sierra
Zahara de la Sierra er en by og kommune i det sydlige Spanien i provinsen Cádiz. Den har et indbyggertal på 1.355 (2024) indbyggere.